# مناطق خودمختار هند

نقشه بخش‌های خودمختار

بخش‌های خودمختار آسام

شورای شهرستان‌ها و سرزمین‌های خودمختار اصطلاحی برای بخش‌های دارای خودمختاری اداری در هند است که محدود به چند بخش هستند که دولت مرکزی درجات مختلفی از استقلال در قانونگذاری ایالتی را به آنان اعطا کرده‌است. استقرار و عملکرد بسیاری از این شوراها مستقل است و بر اساس برنامه ششم در قانون اساسی هند بدان‌ها عمل می‌گردد. اکثر این نواحی در آسام و کشمیر قرار گرفته‌اند.

## اختیارات

### اختیارات اجرایی و قانون‌گذاری
طبق مفاد برنامه ششم قانون اساسی هند، شوراهای مناطق خودمختار می‌توانند قوانین و مقررات را در زمینه‌های زیر وضع کنند:
- مدیریت زمین
- مدیریت جنگل
- منابع آبی
- کشاورزی و زراعت
- تشکیل شوراهای روستا
- سلامت عمومی
- بهداشت
- پلیس در سطح روستا و شهر
- انتصاب سران و روسای سنتی
- وراثت اموال
- ازدواج و طلاق
- آداب و رسوم اجتماعی
- وام و تجارت
- معدن و مواد معدنی

### اختیارات قضایی
شوراهای مناطق خودمختار دارای صلاحیت تشکیل دادگاه برای رسیدگی به پرونده‌هایی هستند که هر دو طرف عضو قبیله‌های برنامه‌ریزی شده باشند و حداکثر مجازات آن کمتر از ۵ سال زندان است.

### مالیات و درآمد
شوراهای مناطق خودمختار دارای اختیار وضع مالیات، هزینه و عوارض برای ساختمان و زمین، حیوانات، وسایل نقلیه، قایق‌ها، ورود کالا به منطقه، جاده‌ها، کشتی‌ها، پل‌ها، اشتغال و درآمد و مالیات‌های عمومی برای نگهداری مدارس و راه‌ها هستند.

## فهرست مناطق
شوراهای مناطق خودمختار که تحت برنامه ششم قانون اساسی هند فعالیت می‌کنند به صورت پررنگ نشان داده شده‌اند.
| ایالت/ناحیه هم‌پیوسته | شورای خودمختار                  | مرکز          | ناحیه/زیربخش                                                                                   |
| -------------------- | ------------------------------- | ------------- | ---------------------------------------------------------------------------------------------- |
| آسام                 | Bodoland                        | Kokrajhar     | Baksa, Chirang, Kokrajhar, Udalguri                                                            |
| آسام                 | Deori                           | Narayanpur    | Lakhimpur                                                                                      |
| آسام                 | North Cachar Hills (Dima Hasao) | Haflong       | Dima Hasao                                                                                     |
| آسام                 | Karbi Anglong                   | Diphu         | Karbi Anglong, West Karbi Anglong                                                              |
| آسام                 | Mising                          | Dhemaji       | Dhemaji                                                                                        |
| آسام                 | Rabha Hasong                    | Dudhnoi       | Kamrup Rural, Goalpara                                                                         |
| آسام                 | Sonowal Kachari                 | دیبروگار      |                                                                                                |
| آسام                 | Thengal Kachari                 | Titabar       |                                                                                                |
| آسام                 | Tiwa                            | Morigaon      |                                                                                                |
| لداخ                 | Kargil                          | کارگل         | Kargil                                                                                         |
| لداخ                 | Leh                             | له            | Leh                                                                                            |
| مانیپور              | Chandel                         | Chandel       |                                                                                                |
| مانیپور              | Churachandpur                   | Churachandpur |                                                                                                |
| مانیپور              | Sadar Hills                     | Kangpokpi     | Saikul, Saitu and Sadar Hills West subdivisions of Kangpokpi district                          |
| مانیپور              | Senapati                        | Senapati      |                                                                                                |
| مانیپور              | Tamenglong                      | Tamenglong    |                                                                                                |
| مانیپور              | Ukhul                           | Ukhrul        |                                                                                                |
| مگالایا              | تپه‌های گارو                     | Tura          | East Garo Hills, West Garo Hills, South Garo Hills, North Garo Hills and South West Garo Hills |
| مگالایا              | Jaintia Hills                   | Jowai         | East Jaintia Hills, West Jaintia Hills                                                         |
| مگالایا              | Khasi Hills                     | شیلونگ        | West Khasi Hills, East Khasi Hills and Ri Bhoi                                                 |
| میزورام              | چاکما                           | Kamalanagar   | Tuichawng subdivision                                                                          |
| میزورام              | Lai                             | Lawngtlai     | Lawngtlai subdivision, Sangau subdivision                                                      |
| میزورام              | Mara                            | Siaha         | Siaha subdivision, Tipa subdivision                                                            |
| تریپورا              | Tripura Tribal Areas            | Khumulwng     |                                                                                                |
| بنگال غربی           | Gorkhaland                      | دارجلینگ      | Darjeeling, Kurseong and Mirik subdivisions of Darjeeling district, Kalimpong district         |

## مناطق خودمختار دفاکتو

### جزیره سنتینل شمالی
جزیره سنتینل شمالی که بخشی از قلمرو اتحادیه جزایر آندامان و نیکوبار است، مامن مردم سنتینلی است که یکی از قبایل ناشناخته دنیا به‌شمار می‌روند. آن‌ها هرگونه ارتباط با سایر افراد را رد می‌کنند و جزو آخرین مردمی هستند که عملاً از تمدن مدرن دور مانده‌اند. تاکنون با مردم این جزیره هیچ قراردادی صورت نگرفته و هیچ‌گاه جزیره اشغال نشده‌است.
دولت محلی جزایر آندامان و نیکوبار اعلام کرده‌است که هیچ قصدی برای دخالت در شیوه زندگی یا عادات مردم سنتینلی ندارند. اگرچه این جزیره از سونامی دسامبر ۲۰۰۴ آسیب جدی دید، زنده ماندن سنتینلی‌ها چند روز پس از این واقعه که یک هلیکوپتر دولت هند تعدادی از آن‌ها را مشاهده کرد که به سمتشان تیر پرتاب می‌کردند تأیید شد.
سیاست رسمی مداخله حداقل تضمین می‌کند که سنتینلی‌ها استقلال و حاکمیت خود را در جزیره خود در چارچوب دولت مرکزی هند و دولت محلی به صورت دفاکتو حفظ کنند، هرچند این کار با هیچ معاهده رسمی صورت نگرفته‌است.